# Daniel Natea
Daniel Ilie Natea (n. 21 aprilie 1992, Sibiu) este un judocan român legitimat la secția din Brașov a CS Dinamo.

## Carieră
Prima tangență cu judoul a avut-o la vârsta de șapte ani când antrenorul Ionel Chioveanu de la CS Temerarul Sibiu l-a oprit pe stradă ca să-l întrebe dacă vrea să practice acest sport. El a mai fost pregătit și la CSȘ Șoimii Sibiu de către Octavian Crețu, iar din 2013 s-a aflat timp de trei ani la Târgoviște, oraș unde s-a antrenat sub comanda lui Iulian Crăciun la CS Atletic Valleriana Târgoviște. În prezent, judocanul este afiliat secției din Brașov a CS Dinamo.
În 2011, a obținut medalia de bronz la Cupa Europei de la Sarajevo.
În 2012, Daniel Natea a făcut o pauză de la judo pentru a practica sambo. În acest an a devenit atât campion european, cât și mondial la tineret.
În 2013, judocanul a cucerit patru medali internaționale — bronz la Openul European de la București, bronz la Openul Panamerican de la San Salvador, argint la Openul European de la Glasgow și bronz la Europenele U-23 de la Sofia.
Daniel Natea a revenit pe podium la patru competiții internaționale în 2014 — bronz la Grand Slamul de la Baku, bronz la Grand Prix-ul de la Ulan Bator, aur la Grand Slamul de la Abu Dhabi, și bronz la Europenele U-23 de la Wrocław.
În 2015, Natea a obținut locul al doilea la Openul European de la Cluj-Napoca și a câștigat Cupa Europeană de la Belgrad (cat. +100 kg). Natea a participat și la prima ediție a Jocurilor Europene, care în 2015 au ținut locul Campionatului European.
În debutul anului 2016, judocanul a obținut medalia de aur la Openul European de la Praga. În aprilie, a cucerit medalia de bronz la Europenele de la Kazan. Fiind clasat pe locul șase în ierarhia mondială a categoriei +100 kg, Daniel Natea s-a calificat în premieră la Jocurile Olimpice de vară din 2016, unde s-a oprit în optimi.

## Legături externe
- Daniel Natea Arhivat în 15 septembrie 2016, la Wayback Machine. la Comitetul Olimpic și Sportiv Român
- Daniel Natea la JudoInside.com